# Korrehsī
Korrehsī (persiska: کرسی, Karahsī, Korsī, کره سی) är en ort i Iran.   Den ligger i provinsen Kurdistan, i den nordvästra delen av landet, 400 km väster om huvudstaden Teheran. Korrehsī ligger 1 568 meter över havet och antalet invånare är 386.
Terrängen runt Korrehsī är lite bergig.Runt Korrehsī är det ganska tätbefolkat, med 222 invånare per kvadratkilometer. Närmaste större samhälle är Sanandaj, 13,6 km nordost om Korrehsī. Trakten runt Korrehsī består i huvudsak av gräsmarker.